# Kitzbühel
Kitzbühel (in austro-bavarese Kitzbichl) è un comune austriaco di 8 331 abitanti nel distretto di Kitzbühel, in Tirolo, del quale è capoluogo; ha lo status di città capoluogo di distretto (Bezirkshauptstadt). Kitzbühel è una delle località sciistiche più rinomate ed esclusive al mondo. La località è nota per attrarre visitatori di alto profilo internazionale e vanta gli immobili più costosi dell'Austria. La vicinanza a Monaco di Baviera l'ha resa una meta privilegiata per le seconde case dell'élite tedesca.

## Storia
Kitzbühel viene menzionata per la prima volta negli anni 1178-1182, in un documento dove figura con il nome di "Chizbuhel", e ottenne i diritti civici nel 1271.

## Cultura
Il museo di Kitzbühel offre ai visitatori uno sguardo nella storia e nella cultura della città e della regione di Kitzbühel. Al piano superiore dell'edificio si trova la galleria Alfons Walde, che presenta trenta dipinti dell'artista. Nell'inverno del 2004 il comune della città è riuscito a far esibire la mostra degli United Buddy Bears nello stadio di tennis durante il tour mondiale, prima che venisse presentata in più di venti metropoli con il nome The Art of Tolerance (L'arte della tolleranza).
La città è gemellata con il comune italiano di Vipiteno in Provincia Autonoma di Bolzano.

## Sport

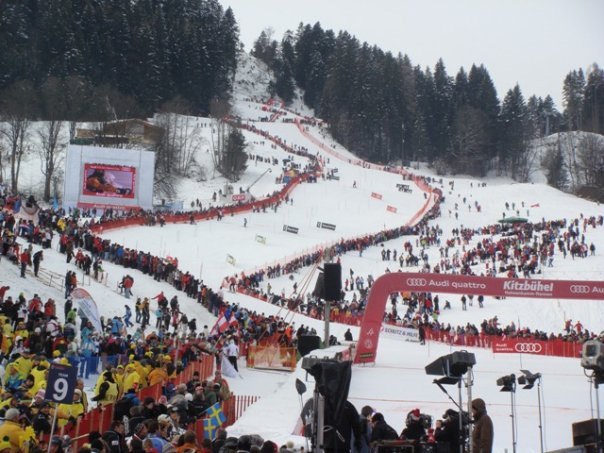
La pista Ganslern

Rinomata stazione sciistica specializzata nello sci alpino, Kitzbühel dal 1931 ospita annualmente il trofeo dell'Hahnenkamm sulle piste Streif (discesa libera) e Ganslern (slalom speciale). Dal 1967 è stabilmente inserita nel circuito della Coppa del Mondo di sci alpino. La città ha ospitato anche alcune tappe della Coppa del Mondo di sci di fondo, oltre a varie gare minori. Dal 1956 è sede dell'Austrian Open, un torneo di tennis esclusivamente maschile. Inoltre la durissima salita verso il Kitzbüheler Horn, montagna che domina la cittadina tirolese (9,6 km al 12,9% di pendenza media e 23% di pendenza massima) viene spesso affrontata nella tappa regina della corsa ciclistica Österreich-Rundfahrt.
È sede della squadra di hockey su ghiaccio EC Kitzbühel.